# Kelberg

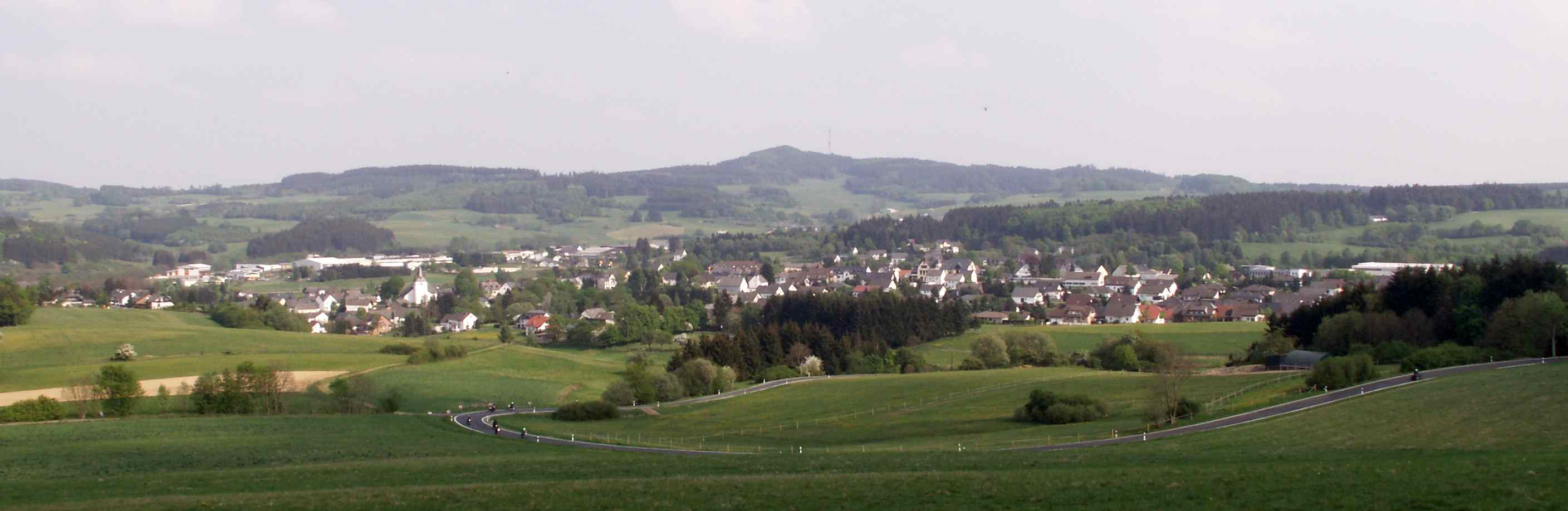
Kelberg

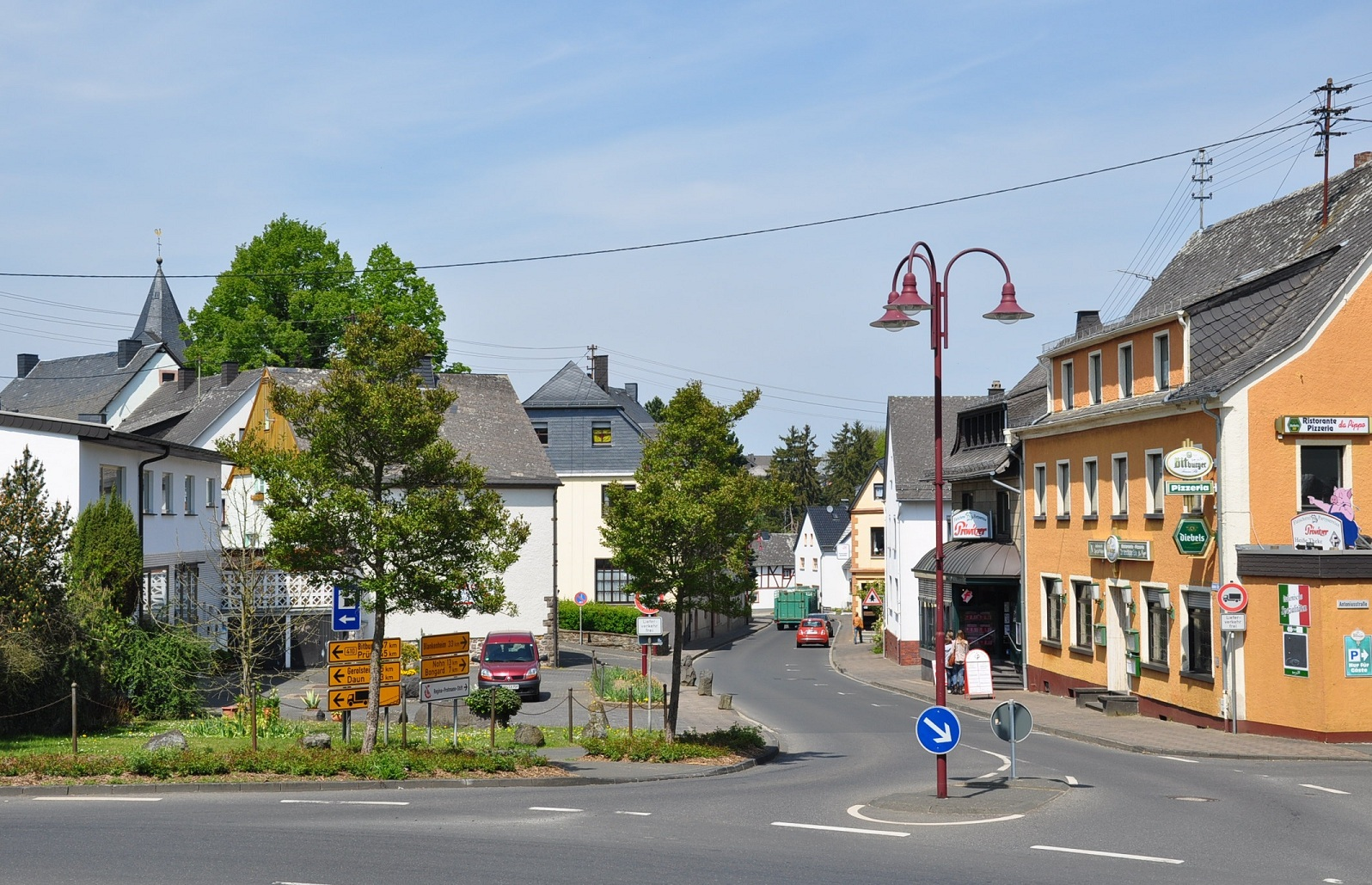
Ortsmitte

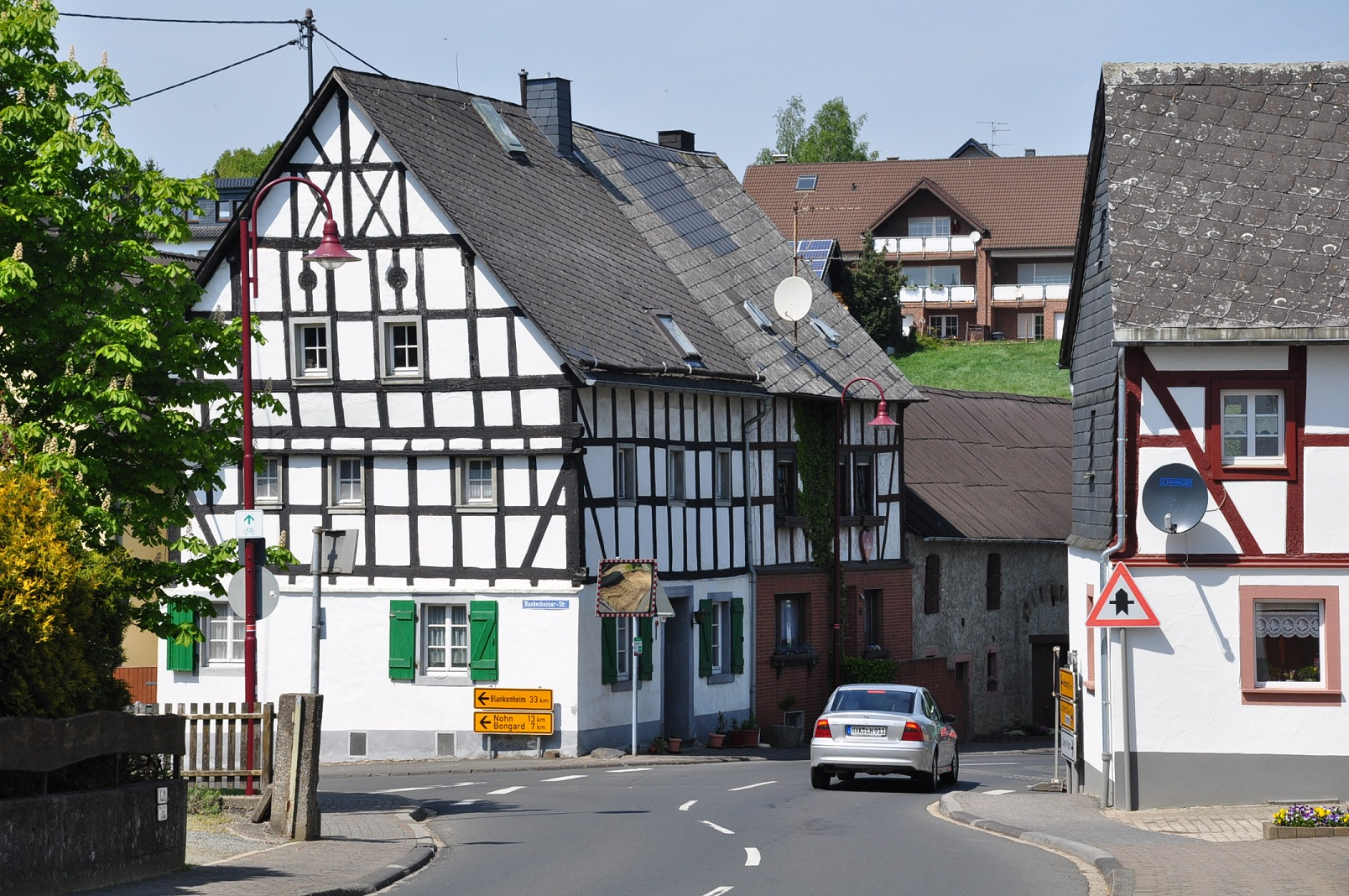
Fachwerkhäuser in der Ortsmitte

Kelberg ist eine Ortsgemeinde im Landkreis Vulkaneifel in Rheinland-Pfalz. Sie ist Verwaltungssitz der Verbandsgemeinde Kelberg, der sie auch angehört. Kelberg ist ein staatlich anerkannter Luftkurort und gemäß Landesplanung als Grundzentrum ausgewiesen.

## Geographie

### Lage
Kelberg liegt im Gebiet der Hocheifel und der Vulkaneifel und grenzt im Norden an die Gemeinden Bauler, Wiesemscheid, Müllenbach aus dem Landkreis Ahrweiler, im Osten an Reimerath, Mannebach, Bereborn, Kolverath, im Süden an Mosbruch, Katzwinkel, Beinhausen und im Westen an Boxberg, Gelenberg, Bodenbach.

### Gemeindegliederung
- Kelberg (Kernort) mit dem Wohnplatz Heidehaus.[3]
- Köttelbach: Der Ort ist nach dem gleichnamigen Bachlauf, der sich durch das Dorf schlängelt, benannt. Schon in der Antike war das Gebiet besiedelt, in der Nähe des heutigen Köttelbach lag ein römischer Gutshof.
- Hünerbach: der Name Hünerbach bedeutet, dass dieser Ort als einziges Dorf des Amtes Daun im Kurfürstentum Trier hinter (hönner) dem Grenzbach zwischen Kurtrier und Kurköln, dem Trierbach, lag. 1688 erhielt der Ort seine erste Kapelle, die 1925/26 durch einen Neubau ersetzt wurde.
- Zermüllen: Der Name des Ortes geht auf die Benennung „Zur Mühle“ zurück, da in der Nähe des Ortes einmal zwei Mühlen gestanden haben.
- Rothenbach mit Meisenthal: Der Name Rothenbach kommt wohl von einer Mineralquelle in der Nähe des Ortes, deren Wasser aufgrund des großen Eisengehaltes rötlich gefärbt ist. Zum ersten Mal wurde Rothenbach 1563 in der Steuerliste des kurierschen Amtshauses Daun erwähnt, Meisenthal schon 1459.

### Bäche
Der Adenseifen mündet in den Üßbach und der Trierbach in die Ahr.

### Bodenflächen
| Bodenfläche insgesamt:        | 24,62 km² |  |
| Landwirtschaftsfläche:        | 9,25 km²  |  |
| Waldfläche:                   | 12,29 km² |  |
| Siedlungs- und Verkehrsfläche | 2,95 km²  |  |
| Wasserfläche:                 | 0,13 km²  |  |

## Geschichte
Zum ersten Mal urkundlich erwähnt wurde Kelberg im Jahr 1195, als der Trierer Erzbischof Johann I. von dem Grafen Theoderich von Hoyenstaeden dessen Allod zu Kelberg erwarb. Doch schon vorher war das Gebiet um Kelberg von Römern besiedelt, was Funde auf dem Hochkelberg, einem der höchsten Berge der Eifel, belegen.
Am 25. Juni 1215 wurden Güter zu Kelberg von den Eheleuten Eberhard von Aremberg und Adelheid von Freusburg an den Abt Heinrich von Heisterbach zur Gründung des Klosters Marienstatt geschenkt. Auch ein Rittergeschlecht von Kelberg scheint kurze Zeit bestanden zu haben. In einer Urkunde des Grafen Gerhard von Are wird das Rittergeschlecht von Kelberg erwähnt. So wird 1216 ein Theodericus von Kelberg und 1301 ein Gerhard von Kelberg erwähnt.
Kelberg war vor 1795 ein Marktdorf. Wann Kelberg das Marktrecht erhalten hat, ist nicht bekannt. Der Begriff Marktort hatte eine rechtliche Bedeutung und bezog sich auf das von den Landesherren – für Kelberg der Kurfürst von Trier – verliehene Recht, Märkte abzuhalten.
Bis zum Ende des 18. Jahrhunderts gehörte Kelberg zum kurtrierischen Amt Daun. Nach der Inbesitznahme des Linken Rheinufers durch französische Revolutionstruppen war Kelberg von 1798 bis 1814 Sitz des Maire (Bürgermeister) der Mairie Kelberg im Kanton Ulmen im Rhein-Mosel-Departement des Arrondissement Bonn. Aufgrund der auf dem Wiener Kongress (1815) getroffenen Vereinbarungen wurde die Region dem Königreich Preußen zugeordnet. Die Gemeinde war Sitz einer Bürgermeisterei im Kreis Adenau (Regierungsbezirk Koblenz). Von der Bürgermeisterei Kelberg wurden 26 Gemeinden verwaltet. 1927 wurde die Bürgermeisterei Kelberg in Amt Kelberg umbenannt. Nach der Auflösung des Kreises Adenau im Jahre 1932 kam das Amt Kelberg zum Kreis Mayen. 1968 wurde Kelberg Sitz der Verbandsgemeinde Kelberg. Im Rahmen der Kommunalreform wurde diese am 7. November 1970 dem Landkreis Daun zugeordnet.
Während des Zweiten Weltkrieges blieb auch Kelberg nicht von Bombenangriffen verschont. Am 16. Januar 1945 wurde Kelberg von 36 alliierten Jagdbombern bombardiert, wodurch zwei Drittel des Ortskerns zerstört wurden. An diese Opfer erinnert heute eine Kriegsgräberstätte auf dem Schwarzenberg bei Kelberg.
Am 1. Januar 1970 wurden die vier bis dahin selbständigen Gemeinden Hünerbach (82 Einwohner), Köttelbach (146 E.), Rothenbach (127 E.) und Zermüllen (182 E.) nach Kelberg eingemeindet.
Bevölkerungsentwicklung
Die Entwicklung der Einwohnerzahl bezogen auf das heutige Gemeindegebiet; die Werte von 1871 bis 1987 beruhen auf Volkszählungen:
| Jahr | Einwohner |
| ---- | --------- |
| 1815 | 653       |
| 1835 | 870       |
| 1871 | 822       |
| 1905 | 995       |
| 1939 | 1.021     |
| 1950 | 1.059     |
| 1961 | 1.113     |

| Jahr | Einwohner |
| ---- | --------- |
| 1970 | 1.290     |
| 1987 | 1.613     |
| 1997 | 1.984     |
| 2005 | 1.995     |
| 2011 | 1.963     |
| 2017 | 2.058     |
| 2023 | 2.094     |

## Politik

### Gemeinderat
Der Gemeinderat in Kelberg besteht aus 16 Ratsmitgliedern, die bei der Kommunalwahl am 9. Juni 2024 in einer personalisierten Verhältniswahl gewählt wurden, und dem ehrenamtlichen Ortsbürgermeister als Vorsitzendem.
Die Sitzverteilung im Gemeinderat:
| Wahl | CDU | UHW | WGK | SiW | KBV | Gesamt   |
| ---- | --- | --- | --- | --- | --- | -------- |
| 2024 | 3   | 4   | 6   | 3   | –   | 16 Sitze |
| 2019 | 4   | 3   | 5   | 4   | –   | 16 Sitze |
| 2014 | 4   | 3   | 2   | 4   | 3   | 16 Sitze |
| 2009 | 5   | 4   | 4   | –   | 3   | 16 Sitze |
| 2004 | 7   | 4   | 3   | –   | 2   | 16 Sitze |

- UWH = Unabhängige Wählergemeinschaft Hochkelberg e. V.
- WGK= Wählergemeinschaft Kelberg e. V.
- SiW = Wählergemeinschaft Sturm im Wald e. V.
- KBV = Kelberger-Bürger-Vertretung

### Bürgermeister
Bei der Direktwahl am 9. Juni 2024 wurde Michael Hoffmann (UHW) mit einem Stimmenanteil von 55,9 % zum künftigen Ortsbürgermeister von Kelberg gewählt. Nach 17 Jahren als Ortsbürgermeister hatte Wilhelm Jonas erstmals einen Gegenkandidaten und unterlag diesem mit einem Stimmenanteil von 44,1 %. Hoffmann wurde am 9. Juli 2024 in sein Amt eingeführt.
Wilhelm Jonas (WGK) wurde Ende 2007 Ortsbürgermeister von Kelberg. Bei der Direktwahl am 26. Mai 2019 wurde er mit einem Stimmenanteil von 73,53 % für weitere fünf Jahre in seinem Amt bestätigt.
Jonas Vorgänger Werner Blum (CDU) hatte das Amt von 1994 bis zu seinem Tod im Jahre 2007 ausgeübt.

### Wappen
| Wappen von Kelberg | Blasonierung: „In Silber eine von einem blau-silbernen verwechselten Wellenbalken überdeckte rote Spitze, darin oben fächerförmig fünf goldene Ähren und unten eine goldene Waage.“ |
| Wappen von Kelberg | Wappenbegründung: Die fünf Ähren kennzeichnen die Ortsgemeinde Kelberg, bestehend aus den fünf Ortsteilen Kelberg, Hünerbach, Köttelbach, Rothenbach-Meisental und Zermüllen. Das Symbol macht aber auch deutlich, dass die Landwirtschaft über Jahrhunderte die Haupterwerbsquelle war. Der Trierbach, der durch den Wellenbalken symbolisiert wird, berührt alle fünf Gemarkungen. Für den, die Landschaft prägenden 675 m hohen Hochkelberg wurde die rote Spitze ins Wappen aufgenommen. Kelberg war im Mittelalter ein bedeutender Marktort und hatte als einer der Hauptorte im kurtrierischen Amt Daun ein eigenes Gericht. Die goldene Waage ist das Symbol für das Marktwesen und auch für das Hochgericht. |

## Sehenswürdigkeiten

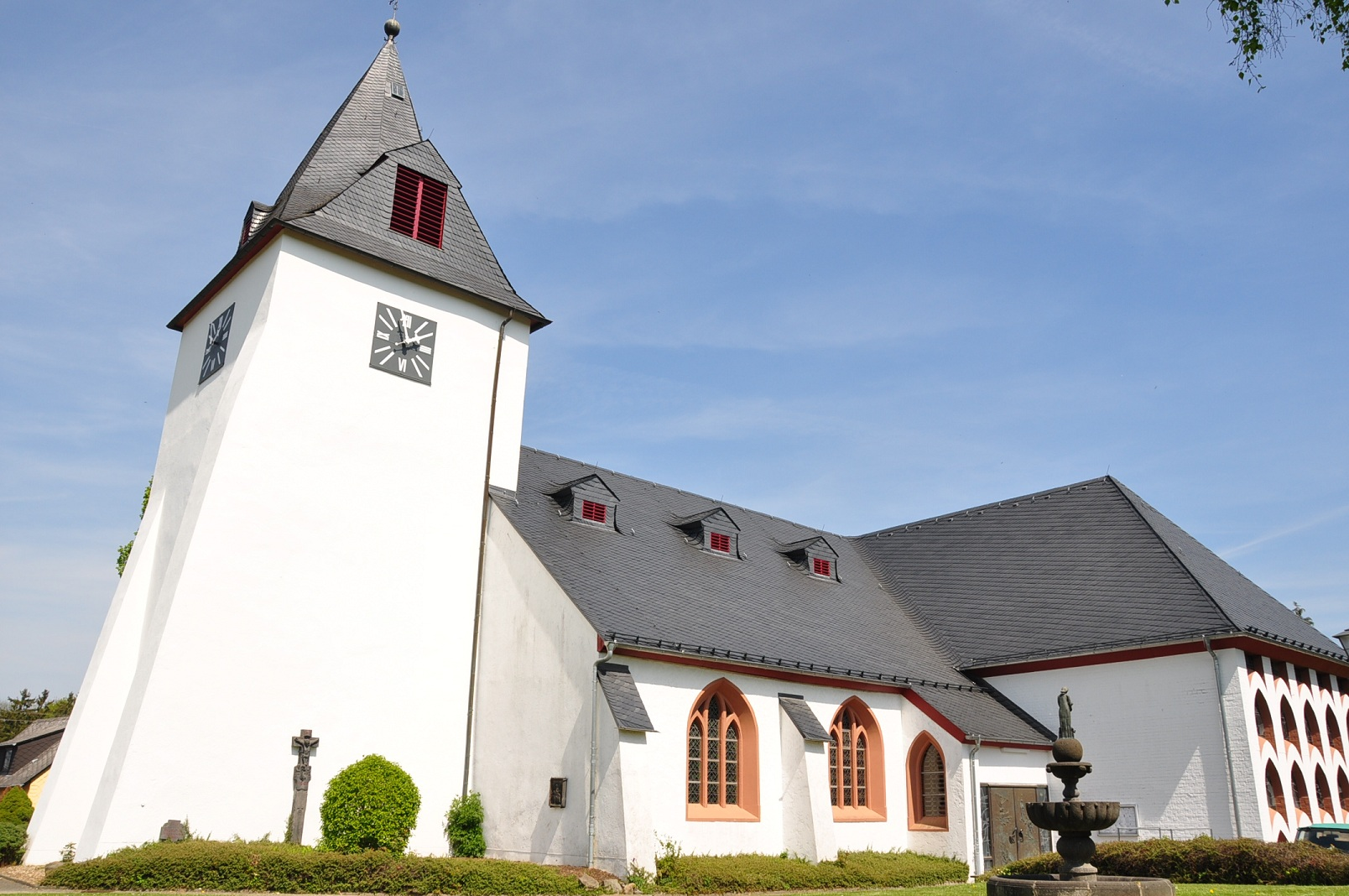
Pfarrkirche St. Vinzentius und Nikolaus

- Katholische Pfarrkirche St. Vinzentius
- Schwarzenbergkapelle mit Kriegsgräberstätte
- Geschichtsstraße
- Hochkelberg (675 m ü. NHN)
- Spitzes Kreuz
- Afelskreuz
- Rothenbacher Mineralquellen

Siehe auch:
- Liste der Kulturdenkmäler in Kelberg
- Liste der Naturdenkmale in Kelberg

## Infrastruktur

### Straße
Durch Kelberg verläuft die Bundesstraße 410, die den Ort mit der Bundesautobahn 1 und mit dem Nürburgring verbindet, und die Bundesstraße 257, die zur Bundesautobahn 48 führt und in Kürze zu erreichen sind.

### ÖPNV
Seit dem 8. Dezember 2018 hat Kelberg erstmals eine gute Anbindung an den Öffentlichen Personennahverkehr. Dies wurde möglich durch das neue ÖPNV-Konzept RLP Nord, welches die ÖPNV-Verbindungen sukzessiv im ganzen Norden von Rheinland-Pfalz aufstocken wird. Durch die Buslinie 520 ist Kelberg stündlich (samstags und sonntags alle 2 Stunden) mit Neufahrzeugen an die Kreisstadt Daun (mit Zwischenhalt in Boxberg, Neichen und Kradenbach) angebunden. Ansonsten besteht mit der Linie 859 noch werktags eine Verbindungen nach Adenau (und mit Umstieg nach Ahrbrück an die Ahrtalbahn nach Bonn Hbf). Hier ist künftig eine direkte Buslinie zwischen Kelberg, Adenau und Ahrbrück geplant.
Im Ortskern gibt es die Haltestelle Kelberg Busbahnhof, welche auch Umsteigepunkt zwischen der Linie 520 von/nach Daun und der RufBus-Linien besteht – sowie die Haltestelle am Rathaus und an den Schulen.
Zusätzlich werden die umliegenden Gemeinden Montag bis Sonntag ebenfalls, mindestens alle 2 Stunden, an den ÖPNV durch sogenannte RufBusse angebunden.
Diese gliedern sich in folgende (RufBus)-Linien:
Linie 507: Nitz ↔ Kelberg
Die 507 fährt von Montag bis Sonntag zweistündlich zwischen Nitz und Kelberg mit Halt jeweils in Drees, Kirsbach, Welcherath, Brücktal, Reimerath und Hünerbach. Darüber hinaus gibt es früh morgens noch eine weitere Fahrt als normaler Bus von Nitz über Kelberg weiter bis nach Daun.
Linie 508: Meisenthal ↔ Kelberg
Die 508 fährt von Montag bis Sonntag zweistündlich zwischen Meisenthal und Kelberg. Auf der Strecke werden zudem die Orte Rothenbach und Zermüllen angefahren. Darüber hinaus gibt es hier morgens einen normalen Bus von Müllenbach über Meisenthal, Rothenbach, Zermüllen und Köttelbach bis nach Kelberg.
Linie 509: Borler ↔ Kelberg
Die 509 fährt montags bis sonntags zweistündlich von Borler bis nach Kelberg. Unterwegs werden zudem die Orte Bongard, Bodenbach, Gelenberg und Boxberg angefahren. Dabei hat die Linie zwei unterschiedliche Streckenverläufe. Während eine Route von Borler über Bongard und Boxberg nach Kelberg verläuft, ist die andere von Borler über Bodenbach, Gelenberg und Boxberg nach Kelberg unterwegs.
525: Ulmen ↔ Kelberg
Die Linie 525 fährt zwischen Ulmen und Kelberg mit Halt in Mosbruch, Gunderath, Uersfeld, Höchstberg und Kötterichen. Darüber hinaus werden im Schülerverkehr noch Kaperich und Ueß angefahren. Bei der Linie 525 ist am Wochenende zu beachten, dass Kelberg nicht angefahren wird. Stattdessen pendelt der RufBus zwischen Uersfeld und Ulmen.
526: Ulmen ↔ Kelberg
Die Linie 526 fährt zwischen Ulmen und Kelberg mit Halt in Hünerbach, Bereborn, Mannebach, Salcherath, Retterath, Lirstal, Kaperich, Uersfeld, Gunderath, Horperath, Berenbach und Furth.
528: Darscheid ↔ Kelberg
Die Linie 528 fährt zwischen Darscheid und Kelberg mit Halt in Hörscheid, Gefell, Katzwinkel, Hörschhausen, Ueß, Mosbruch, Sassen, Kolverath, Bereborn, Hünerbach und Köttelbach.

### Bildung
- Kindertagesstätte St. Vinzenzius Kelberg
- Grund- und Realschule plus St. Martin Kelberg

### Soziale Einrichtungen
- Regina-Protmann-Stift Kelberg
- Förderverein Freizeitheim Kelberg e. V.

### Vereine
- DJK Kelberg 1926 e. V.
- St.-Sebastianus-Schützenbruderschaft Kelberg 1629 e. V.
- St. Hubertus-Schützenbruderschaft Zermüllen e. V.
- Karnevalsverein Kelberg 1974 e. V.
- Tambour- und Fanfarenzug der Freiwilligen Feuerwehr 1951 e. V.
- DRK Ortsverein Kelberg 1955 e. V.

## Persönlichkeiten
- Maria Eulenbruch (1899–1972), Keramikerin und Kunstprofessorin in Aachen
- Kurt Schwippert (1903–1983), Bildhauer und Hochschullehrer